# コレガプロレス
コレガプロレスは、コレガスタジオを拠点に活動しているプロレスプロモーション。「コレガ」はスペイン語で「同志、仲間、同僚、相棒」を意味する。

## 特徴
- エンターテイメントプロレスを提唱しており、ストーリーに乗った形で試合が展開されている。
- 選手はコレガプロレスによるオリジナル楽曲、エントランスVTRが制作されている（既存選手でも同様）。選手によってはコスチューム、キャラクターも変更されている（他団体に影響を与えず、独自のストーリーを進めるための配慮である）。
- ストーリーなどを重視した試合形式を行うことで他団体と差別化している。
- PWFルールを採用している。
- チケットはインターネットで販売している。
- 写真撮影、動画撮影、各種SNSに投稿が可能（複製販売は禁止）。
- グッズ、撮影チケットの購入者には全試合終了後、リングで選手によるサイン会、写真撮影が行われている。
- YouTubeで試合を生配信している。

## 歴史
- 2021年1月19日、プレ旗揚げ戦「スターズナイト」を開催。
- 1月23日、旗揚げ戦「サタデーナイトライジングスターズ」を開催[1]。
- 2023年6月2日、コレガスタジオが契約会社との都合で使用不能となって事実上活動休止状態となる[2]。

## タイトル
- キング・オブ・コレガ王座

## 主要参戦選手

### ももいろキュンキュンボーイズ
- 大谷譲二
- レッカ
- 大和ヒロシ
- 仲川翔大

### 花園軍団
- 花園桃花
- タコヤキーダー
- 影山道雄
- 道端剛史

### C4CREW
- 藤田ミノル
- 橋本友彦
- 大門寺崇
- 沙恵

### P.P.P TOKYO
- 三富兜翔
- 八須拳太郎
- ブラック・アンディ・ウー
- ちゃんよた

### 激動会
- HASEGAWA
- ディラン・ジェイムス
- レフェリー植垣
- 安積

### LAND'S END
- 崔領二
- RYO
- ウエザイル
- レブロン

### 無所属
- 佐野直
- アルティメット・スパイダーJr.
- アズールドラゴン
- 将火怒
- アンディ・ウー
- 土肥こうじ
- ホラちゃん
- TiiiDA
- 織部克巳
- 羆嵐
- 山下りな
- 藍川はるか

## スタッフ

### レフェリー
- 植垣正嗣
- 六甲ソウタ

### リングアナウンサー
- 櫻田愛実

## 歴代ゼネラルマネージャー
| 歴代  | 氏名       | 就任日         |
| ----- | ---------- | -------------- |
| 初代  | 花園桃花   | 2022年5月14日  |
| 第2代 | 大谷譲二   | 2022年6月23日  |
| 第3代 | 三富兜翔   | 2022年7月1日   |
| 第4代 | 花園桃花   | 2022年8月4日   |
| 第5代 | ウエザイル | 2022年9月3日   |
| 第6代 | HASEGAWA   | 2022年9月15日  |
| 第7代 | 花園桃花   | 2022年11月26日 |